# Céline Lesage
Pour les articles homonymes, voir Lesage.
Céline Lesage, née en 1971, est une femme française déclarée coupable en 2010 du meurtre de six de ses nouveau-nés entre 2000 et 2007. Elle en étouffa quatre et en étrangla deux. Le 19 octobre 2007 son nouveau petit ami, Luc Margueritte, a retrouvé les six cadavres dans le sous-sol de l'appartement dans lequel le couple vivait. 
Elle a été condamnée à 15 ans de réclusion criminelle pour ces infanticides,,,,,,,.